# Hollis Conway
Hollis Conway (Chicago, 8 gennaio 1967) è un ex altista statunitense, nove volte a medaglia in manifestazioni internazionali di atletica leggera.

## Biografia
Oltre ale medaglie internazionali, detiene con 2,39 m, l'8ª prestazione mondiale di ogni epoca all'aperto e, con 2,40 m, la 4ª al coperto. È stato anche cinque volte consecutivamente, dal 1990 al 1994, campione nazionale statunitense outdoor e quattro indoor.

## Palmarès
| Anno | Manifestazione             | Sede            | Risultato | Misura |
| ---- | -------------------------- | --------------- | --------- | ------ |
| 1988 | Giochi olimpici            | Seul            | Argento   | 2,36 m |
| 1992 | Giochi olimpici            | Barcellona      | Bronzo    | 2,34 m |
| 1991 | Campionati mondiali        | Tokyo           | Bronzo    | 2,36 m |
| 1991 | Campionati mondiali indoor | Siviglia        | Oro       | 2,40 m |
| 1991 | Universiadi                | Sheffield       | Oro       | 2,37 m |
| 1989 | Universiadi                | Duisburg        | Argento   | 2,31 m |
| 1991 | Giochi panamericani        | L'Avana         | Bronzo    | 2,32 m |
| 1990 | Goodwill Games             | Seattle         | Oro       | 2,33 m |
| 1994 | Goodwill Games             | San Pietroburgo | Argento   | 2,28 m |